# Enrico de Mazara
Enrico (zm. ok. 1120) – włoski kardynał.

## Życiorys
Pochodził z Sycylii i był dziekanem kapituły katedralnej w Mazara del Vallo. Najpóźniej w 1117 roku papież Paschalis II mianował go kardynałem diakonem S. Teodoro. Uczestniczył w papieskiej elekcji 1118. Zmarł przed 17 grudnia 1120.